# Liste von Fundstätten in Theben-West

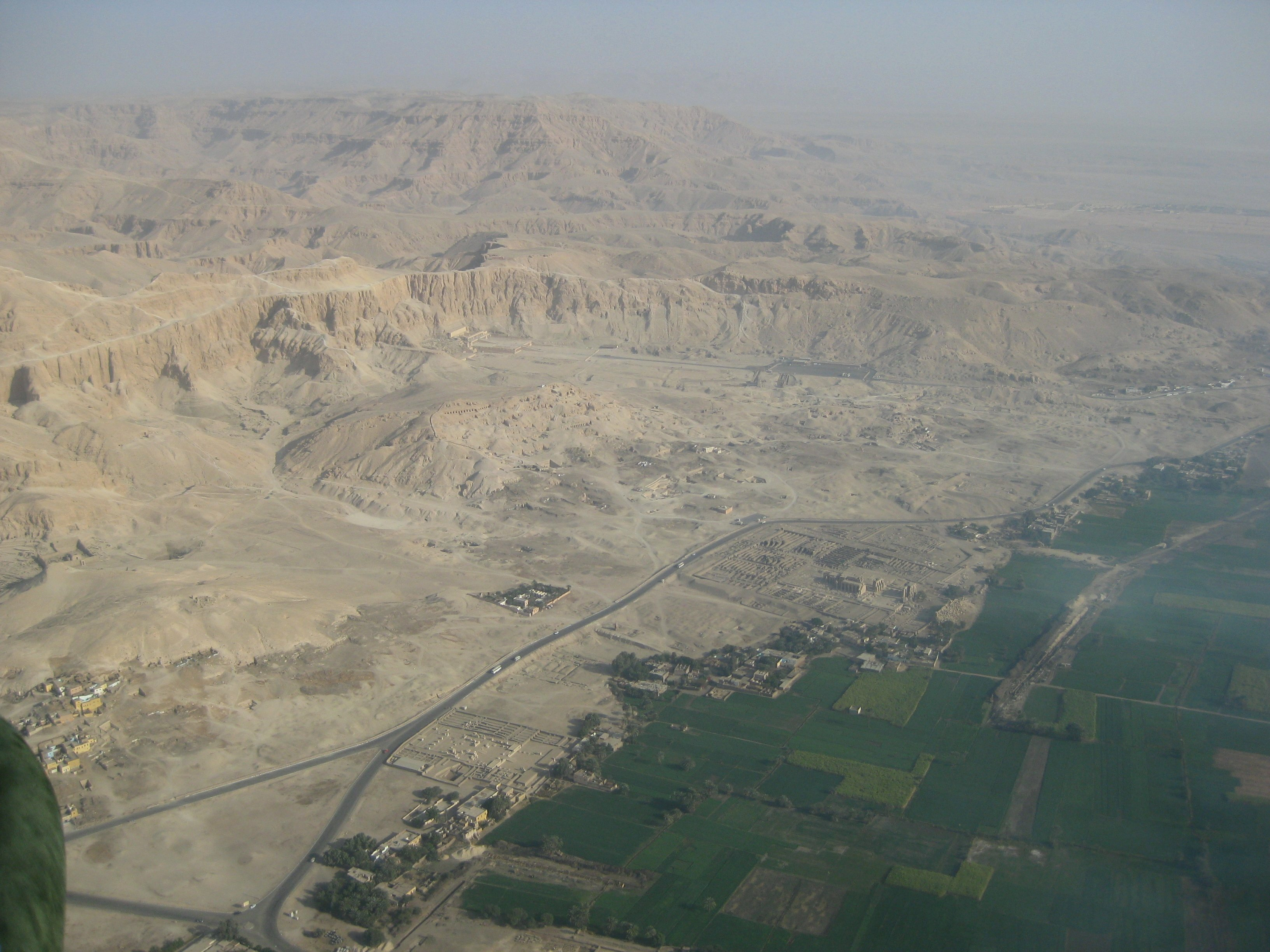
Luftbild

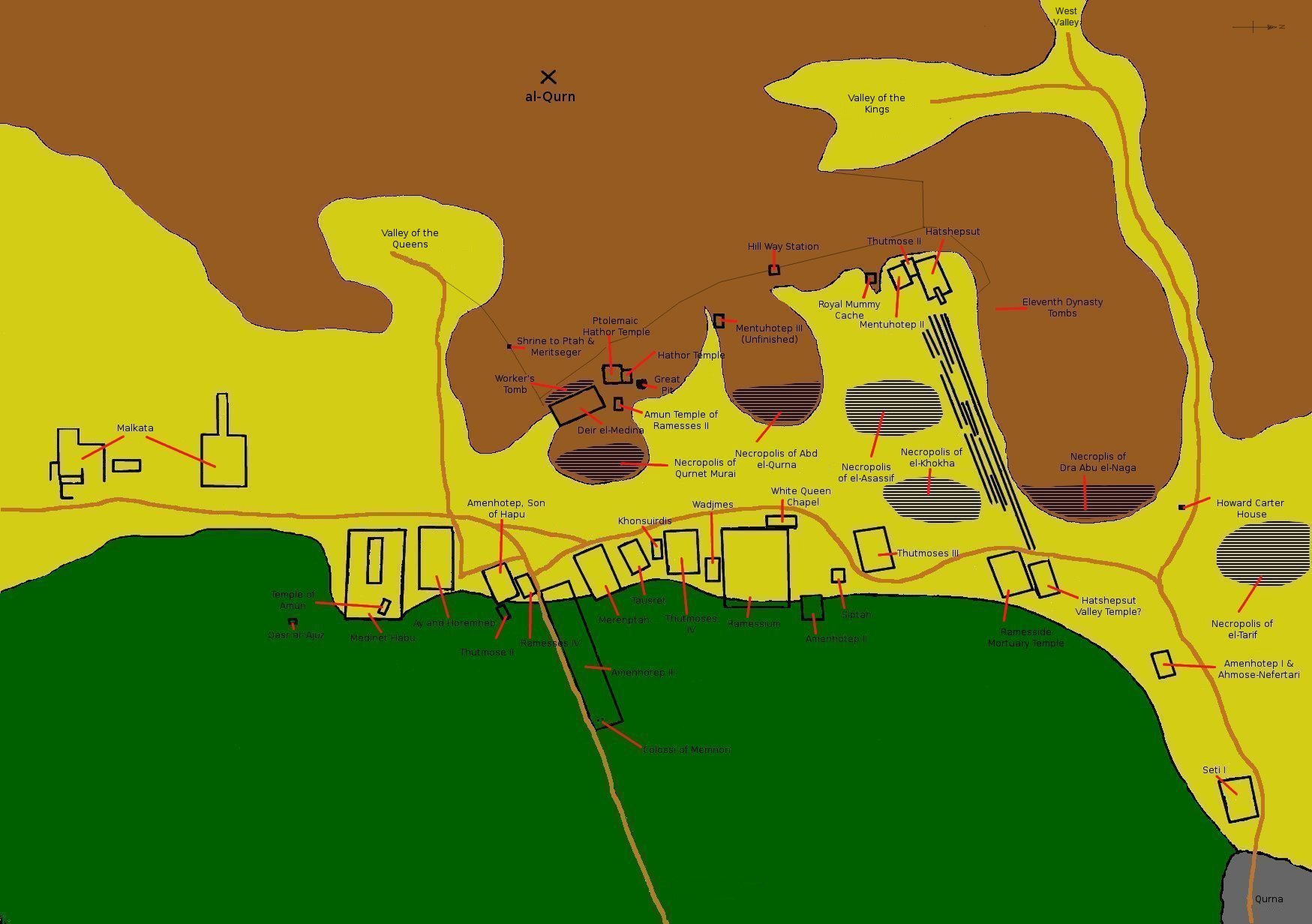
Karte

Die Liste von Fundstätten in Theben-West nennt Tempelanlagen, insbesondere Totentempel, und Nekropolen am linken Ufer des Nils bei der antiken Stadt Theben, heute Luxor. Es finden sich dort unter anderem Anlagen des Mittleren Reiches, des Neuen Reiches und der Spätzeit. Sie zählen seit 1973 zum Weltkulturerbe.

## Tempel
- Deir el-Bahri
  - Totentempel des Mentuhotep II.
  - Totentempel des Thutmosis III.
  - Totentempel der Hatschepsut
- Qurna
  - Totentempel des Sethos I.
  - Tempel der Ramessiden
  - Totentempel des Thutmosis III.
  - Tempel des Ramses Siptah
  - Totentempel des Amenophis II.
  - Totentempel des Ramses II.
  - Totentempel des Thutmosis IV.
  - Totentempel der Tausret
  - Totentempel des Merenptah
  - Tempel des Amenophis III. mit Memnonkolossen
  - Totentempel des Ramses IV.
  - Totentempel des Thutmosis II.
  - Tempel des Nebwenenef
- Medinet Habu
  - Totentempel des Ramses III.
  - Totentempel von Eje II. und Haremhab

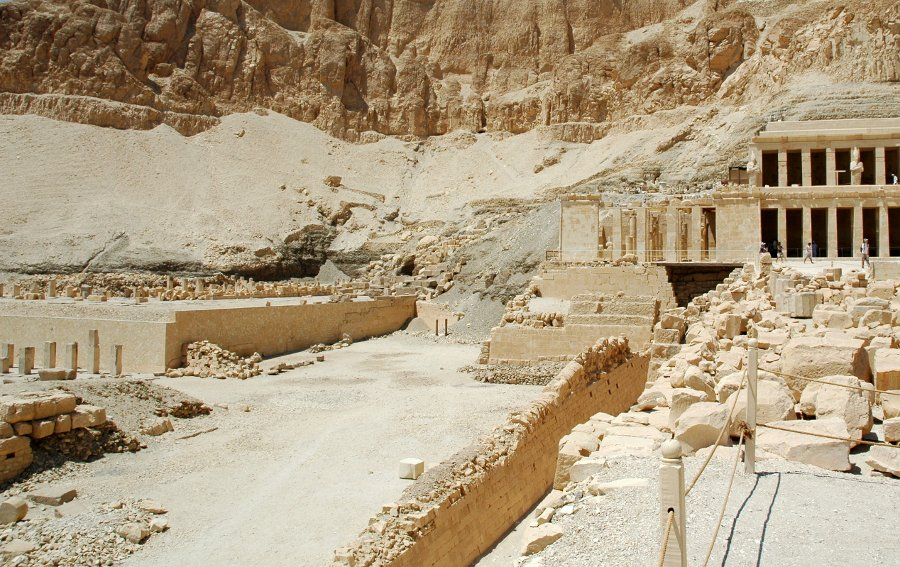
Totentempel des Thutmosis III.
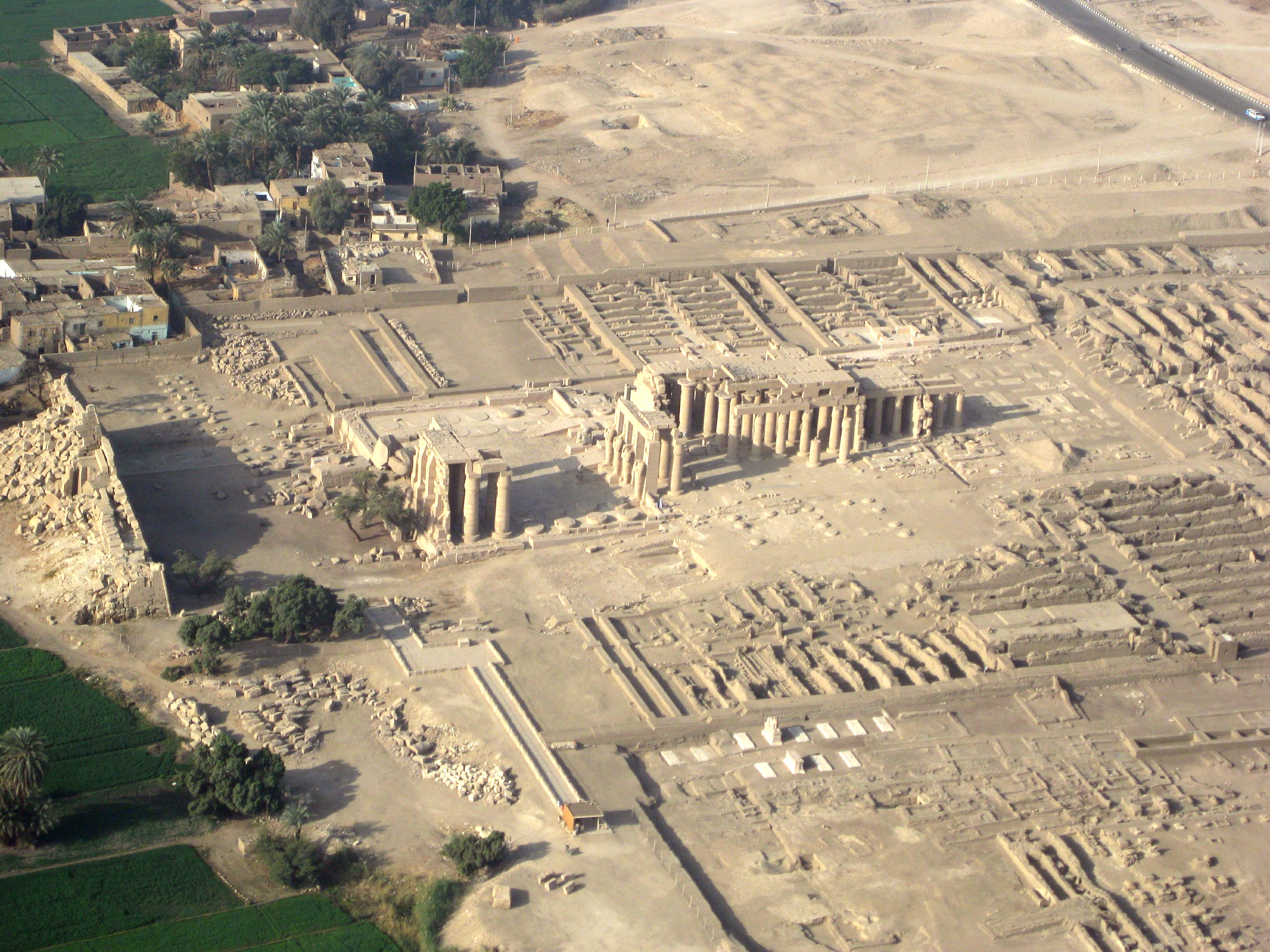
Totentempel des Ramses II.
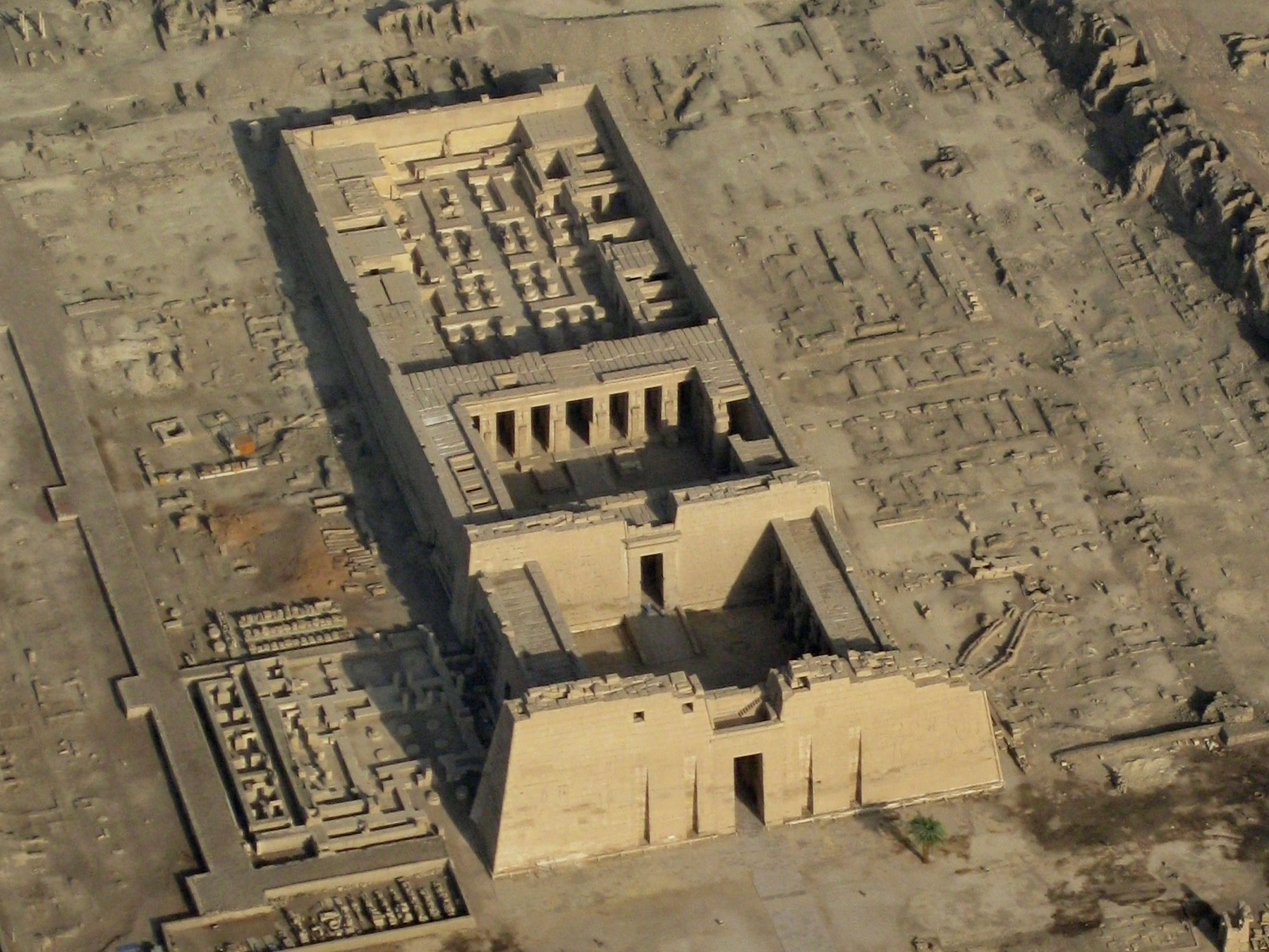
Totentempel des Ramses III.
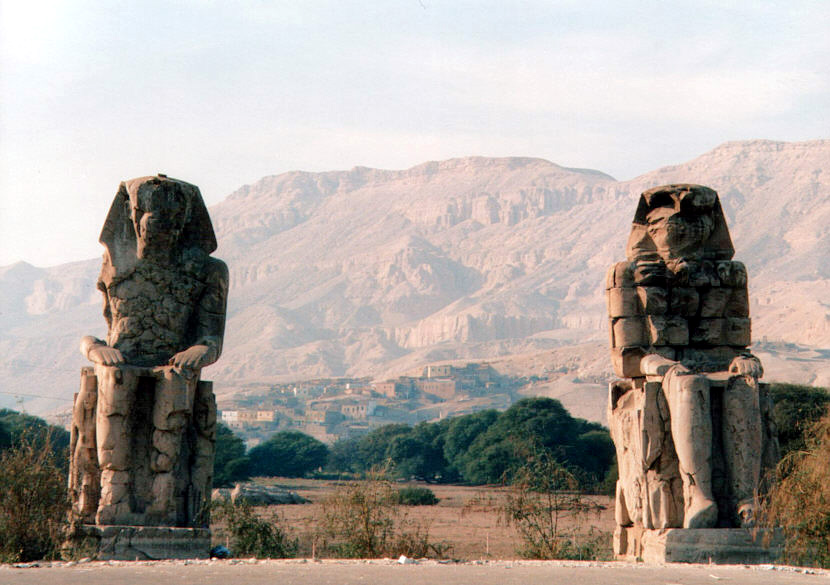
Memnonkolosse

## Königliche Nekropolen
- Tal der Könige (Wadi el-Muluk)
- Tal der Königinnen (Biban el-Harim)

## Nekropolen
- Deir el-Medina
  - Friedhöfe der Arbeiter
  - Großer Hathor-Tempel
  - Felsheiligtum für Ptah und Meretseger
- Gräber der Noblen
  - el-Assasif
  - el-Chocha
  - at-Tarif
  - Dra Abu el-Naga
  - Qurnet Murrai
  - Scheich Abd el-Qurna